# Franco Ceccuzzi
Franco Ceccuzzi (Montepulciano, 9 febbraio 1967) è un politico italiano, deputato per il Partito Democratico per la XV e XVI legislatura, oltreché sindaco di Siena dal 2011 al 2012.

## Biografia
Deputato nella XV (dal 2006 al 2008) e nella XVI Legislatura (dal 2008), rispettivamente tra le file de L'Ulivo e del Partito Democratico. 
Eletto sindaco di Siena in occasione delle elezioni amministrative del 2011, ottenendo il 54,71% delle preferenze al primo turno, il 20 maggio 2012 ha annunciato le sue dimissioni, dovute formalmente a causa del voto contrario nei riguardi del bilancio 2012 del Comune di Siena da parte di alcuni consiglieri della maggioranza, ma legate principalmente a dissidi interni alla stessa maggioranza nei riguardi delle nomine alla presidenza del CDA del Monte dei Paschi di Siena dando il via al commissariamento della città.
Nel 2013 vince con l'81% dei voti le primarie del centrosinistra per il comune di Siena, battendo il candidato di Sel Pasquale D'Onofrio, ma si ritira dopo aver ricevuto una notifica di un’indagine della Procura di Salerno relativa al periodo in cui era deputato.